# Claude W. Hibbard
Claude William Hibbard (* 21. März 1905 in Toronto, Kansas; † 9. Oktober 1973 in Ann Arbor, Michigan), auch unter seinem Spitznamen Hibbie bekannt, war ein US-amerikanischer Paläontologe.

## Leben
Hibbard wuchs auf einer Farm im ländlichen Südosten von Kansas als ältestes von sechs Kindern auf. 1923 machte Hibbard 1923 seinen Abschluss an der Fall River High School. Im Sommer besuchte er das Emporia State Teaching College in Emporia, Kansas, und wurde im darauffolgenden Herbst Rektor einer Schule in Thrall, Kansas.
Im Jahr 1926 schrieb er sich an der University of Kansas in Lawrence als Pharmaziestudent ein. Er ging häufig auf paläontologische Sammelexkursionen. Während einer solchen Tour bastelte er ein einfaches Sieb, um kleine Wirbeltierfossilien zu gewinnen. 1933 erwarb er den Bachelor of Arts und 1934 den Master of Arts im Jahr 1934, beide in Zoologie. Nach einem kurzen Aufenthalt in Kentucky, wo er Säugetiere im heutigen Mammoth Cave National Park studierte, kehrte er nach Kansas zurück, wo er Assistenzkurator für Wirbeltierpaläontologie am University of Kansas Museum of Natural History wurde. Im Sommer 1936 wurde Hibbard vom Museum of Zoology beauftragt, lebende Säugetiere im östlichen Kansas zu fangen, und fand zwischen seinen Aufgaben als Fallensteller Zeit, Fossilien zu sammeln.
Während seiner Exkursionen in Kansas, die ab 1936 in 39 meist aufeinanderfolgenden Sommern stattfanden, perfektionierte Hibbard die Nasssiebtechnik zur Gewinnung kleiner Fossilien, was die Kenntnis über fossile Kleinsäuger in den Vereinigten Staaten erheblich vergrößerte. 1936 wurde er Mitarbeiter am University of Michigan Museum of Zoology, um an seiner Dissertation zu arbeiten, kehrte aber 1938 nach Lawrence zurück. 1941 wurde Hibbard an der University of Michigan promoviert und nahm eine Stelle als Kurator für Wirbeltierpaläontologie und Assistenzprofessor für Zoologie in Kansas an. 1946 zog er endgültig nach Ann Arbor und 1953 wurde er Professor für Geologie, eine Position, die er bis zu seinem Tod 1973 innehatte.
Am 7. und 8. Mai 1974 nahmen mehr als 80 Wissenschaftler von 31 Universitäten in Ann Arbor an einem Symposium zu seinen Ehren teil. Hibbard war Präsident der Society of Vertebrate Paleontology, der Kansas Academy of Science, der Michigan Academy of Science und der Michigan Geological Society sowie Direktor der American Society of Mammalogists, der American Society of Ichthyologists and Herpetologists und des American Geological Institute.
Hibbard heiratete im September 1935 Faye Ganfield. Sie hatten eine Tochter und zwei Enkelkinder.

## Dedikationsnamen
Nach Hibbard sind mehrere fossile Taxa benannt, darunter Sorex hibbardi Sulimski, 1962, Nerodia hibbardi Holman, 1962, Ambystoma hibbardi Tihen, 1955, Hibbardia Kesling, 1953, Cygnus hibbardi Brodkorb, 1958 und Nimravides hibbardi Dalquest, 1969.